# 松岡洋平
松岡洋平（日语：／ Matsuoka Yōhei，1995年5月16日—）是一名日本男性聲優，東京都出身，Raccoon Dog預留所屬。

## 簡歷
高中時期曾加入輕音部並擔任主唱。大學時期加入戲劇社團。在參加舞台工作坊時，經常被人指出聲音方面的特點，加上已有一位成為聲優的朋友，因此立志成為聲優。曾對父母表示：「在培訓學校努力一年，如果不行就去就職。」
畢業於Pro-Fit聲優養成所。在學期間便參與遊戲應用程式的配音工作，開始聲優活動。
2021年4月1日起成為Pro-Fit的預留成員。
2022年4月1日，因所屬的Pro-Fit於同年3月底結束經紀業務，轉籍至Raccoon Dog。。

## 人物
興趣是魔術、桑拿、遊戲。特長是仰泳、黑白棋。喜愛的食物是巧克力與鮮奶油。
擁有實用英語技能檢定2級與夜景觀光士檢定3級的資格。

## 演出作品
※粗體字為主要角色。

### 電視動畫
2019年
- 觸地騎士（橄欖球部員）

2020年
- 戀愛中的小行星（保護者）
- 科學超電磁砲T（敵高男子、男學生）
- 八男？別鬧了！（埃里希[11]）
- 昨日之歌
- 萌可魯玩偶貓（男子②）
- 籃球少年王（大榮部員）
- 魔法水果籃（觀眾）

2021年
- 萌可魯玩偶貓（生物部部長）
- Praeter之傷（構成員）
- 我們的重製人生
- 卡片戰鬥!! 先導者 overDress Season2（工作人員、男）
- TSUKIPRO THE ANIMATION 2（桃李[12]）

2022年
- Platinum End（男B）
- 慕留人-火影忍者新世代-（海原淡路）
- 王子的本命是惡役千金（米爾澤姆）
- 平凡職業造就世界最強 2nd season（賊A）
- SLOW LOOP-女孩的釣魚慢活-（客人）
- 擅長捉弄人的高木同學3（男性B）
- 失格紋的最強賢者（男學生C、男學生A）
- BUILD DIVIDE -＃FFFFFF-（成員）
- 輝夜姬想讓人告白－超級浪漫－（舞台員）
- 神渣☆偶像（香菇）
- 綻放的阿爾斯諾特利亞 吸!（第5部隊騎士）
- 繼母的拖油瓶是我的前女友（男性）
- 忍之一時（根本）

2023年
- 關於我在無意間被隔壁的天使變成廢柴這件事（男學生）
- 妖幻三重奏（男子）
- 銀砂糖師與黑妖精（衛士）
- 卡片戰鬥!! 先導者 will+Dress Season2（Uniformers）
- 傲嬌反派千金莉潔洛特與實況主遠藤同學及解說員小林同學（學生D）
- 物之古物奇譚（付喪神）
- 不要欺負我，長瀞同學 2nd Attack（裁判B）
- D4DJ All Mix（男性客）
- 機動戰士鋼彈 水星的魔女（飛行員學生）
- 在異世界獲得超強能力的我，在現實世界照樣無敵～等級提升改變人生命運～
- 鬼滅之刃 刀匠村篇
- 放學後失眠的你（男學生、學生會長）
- 和山田談場Lv999的戀愛（學生）
- AYAKA -綾島奇譚-（男學生B）
- 無職轉生II～到了異世界就拿出真本事～（貴族D）
- 七魔劍支配天下（高年級男生、男學生D、男學生B）
- 謊言遊戲（學生2、學生1、常夜學生2、調整員、森羅A）
- 堀與宮村 -piece-（男學生A）
- 物之古物奇譚 第二章（塞眼）
- 卡片戰鬥!! 先導者 will+Dress Season3（觀眾）
- 大小姐和看門犬（組員3）
- 米奇與達利 惡童物語（少年A、學生1、男學生A）
- 我的新上司是天然呆（社員）
- 堤亞穆帝國物語～從斷頭台開始，公主重生後的逆轉人生～（學生）
- 咒術迴戰 懷玉·玉折 / 澀谷事變（一般人）
- 聖劍學院的魔劍使（夏茲）

2024年
- 秒殺外掛太強了，異世界的傢伙們根本就不是對手。（東田良介、涼太）
- 異修羅（工作員、飛龍兵）
- 反派千金等級99～我是隱藏頭目但不是魔王～（希德）
- 奇異賢伴 黑色天使
- 指尖相觸，戀戀不捨（車內廣播）
- Re:Monster（哥布林們、士兵們）
- WIND BREAKER—防風少年—（松本陽大[13]）
- 庫瑪巴（勇者、長頸鹿星、丹西巴特、[14]）
- 格鬥實況（店員）
- 黑執事 寄宿學校篇（學生）
- 聲優廣播的幕前幕後（男）
- 2.5次元的誘惑（男學生C）
- 為何我的世界被遺忘了？（隊員）
- 關於我轉生變成史萊姆這檔事 第3期（士兵B）
- 異世界悠閒紀行～邊養娃邊當冒險者～（薩拉曼提爾）
- 【我推的孩子】 第2期（男客人）
- 去參加聯誼，卻發現完全沒有女生在場
- 當不成魔法師的女孩（MA組前輩A）
- 孤單一人的異世界攻略（不良E[15]、盗賊C）
- 平凡職業造就世界最強 season 3（這斬的約魯甘達爾）
- Delico's Nursery（卡爾洛）
- 神之塔 -Tower of God- 王子的歸還 / 工房戰（范克[16]）
- 青春之箱（部員）
- 重啟人生的千金小姐正在攻略龍帝陛下（克萊塔絲兵）
- 一兆＄遊戲（面試者）
- 魔王2099（オーガオタクA）
- 村井之戀（男學生）

2025年
- 在沖繩喜歡上的女孩方言講得太過令人困擾（比嘉、店內廣播）
- 一兆＄遊戲（櫻以前的同伴）
- SAKAMOTO DAYS 坂本日常（研究員）
- 地。-關於地球的運動-（郵遞員）
- 灰色：幻影扳機（陸戰隊員A）
- 紫雲寺家的兄弟姊妹（男學生）
- WIND BREAKER—防風少年— Season 2（松本陽大）
- 男女之間存在純友情嗎？（不，不存在！）（男學生）
- 九龍大眾浪漫（店員）
- 拔作島 THE ANIMATION（路人）
- 靈異教師神眉（警察官）
- 戀上換裝娃娃 Season 2（放送部員）
- 公爵千金的家庭教師（近衛騎士B）

### 劇場版動畫
2021年
- 酷愛電影的龐波小姐

2023年
- BLUE GIANT 藍色巨星

### 網路動畫
2022年
- 電馭叛客：邊緣行者（同班同學）
- 浪漫殺手（男學生）

### 遊戲
2020年
- 棕色塵埃（[17]、パイラン[18]）
- 隊長小翼：新秀崛起

2021年
- 食之契約（[19]）
- 天堂2M（[20]）
- 寶可夢明耀之星（[21]）
- 鬼滅之刃 火之神血風譚

2022年
- 三角戰略（[22]）
- 三國志幻想大陸（龐統、甘寧、鍾會）
- 新楓之谷（〈男〉[23]）
- 幻獸契約 Cryptract（2022年 - 2023年、ニムロド[24]）

2023年
- 棕色塵埃2（君特[25]、デュラン[26]、アザール[27]、レンダル[28]）
- 逆轉奧賽羅尼亞
- 薑餅人王國（巴斯克起司餅乾[29]）

2024年
- 問答RPG 魔法使與黑貓維茲（[30]）
- 廢墟圖書館（サン、[31]）
- 女神聯盟III（[32]）
- 碧藍幻想（ルヴェリエ）
- （[33]）
- 蜂蜜氛圍（[34]）
- 八剱伝 Switch版（我孫子宗介[35][36]）
- 勇者鬥惡龍III 接著邁向傳說（HD-2D版）（[37]）

2025年
- 大反派千金莉莉的計略（士兵、貴族[38]）

## 外部連結
- 松岡 洋平｜ラクーンドッグ オフィシャルサイト
- 松岡洋平的X（前Twitter）